# Plesiodactylactis laevis
Espèce
Plesiodactylactis laevis est une espèce de la famille des Cerianthidae.

## Systématique
Le nom valide complet (avec auteur) de ce taxon est Plesiodactylactis laevis (Calabresi, 1928).
L'espèce a été initialement classée dans le genre Dactylactis sous le protonyme Dactylactis laevis Calabresi, 1928.
Plesiodactylactis laevis a pour synonyme :

## Publication originale
- Calabresi, E. 1928.